# محمدآباد دوزیارتی
محمدآباد دوزیارتی، روستایی در دهستان عباس‌آباد بخش هلیل دشت شهرستان رودبار جنوب در استان کرمان ایران است.

## جمعیت
بر پایه سرشماری عمومی نفوس و مسکن در سال ۱۳۹۵، جمعیت این روستا برابر با ۶۶۶ نفر (۱۸۰ خانوار) بوده‌است.